# Massaranduba (hout)

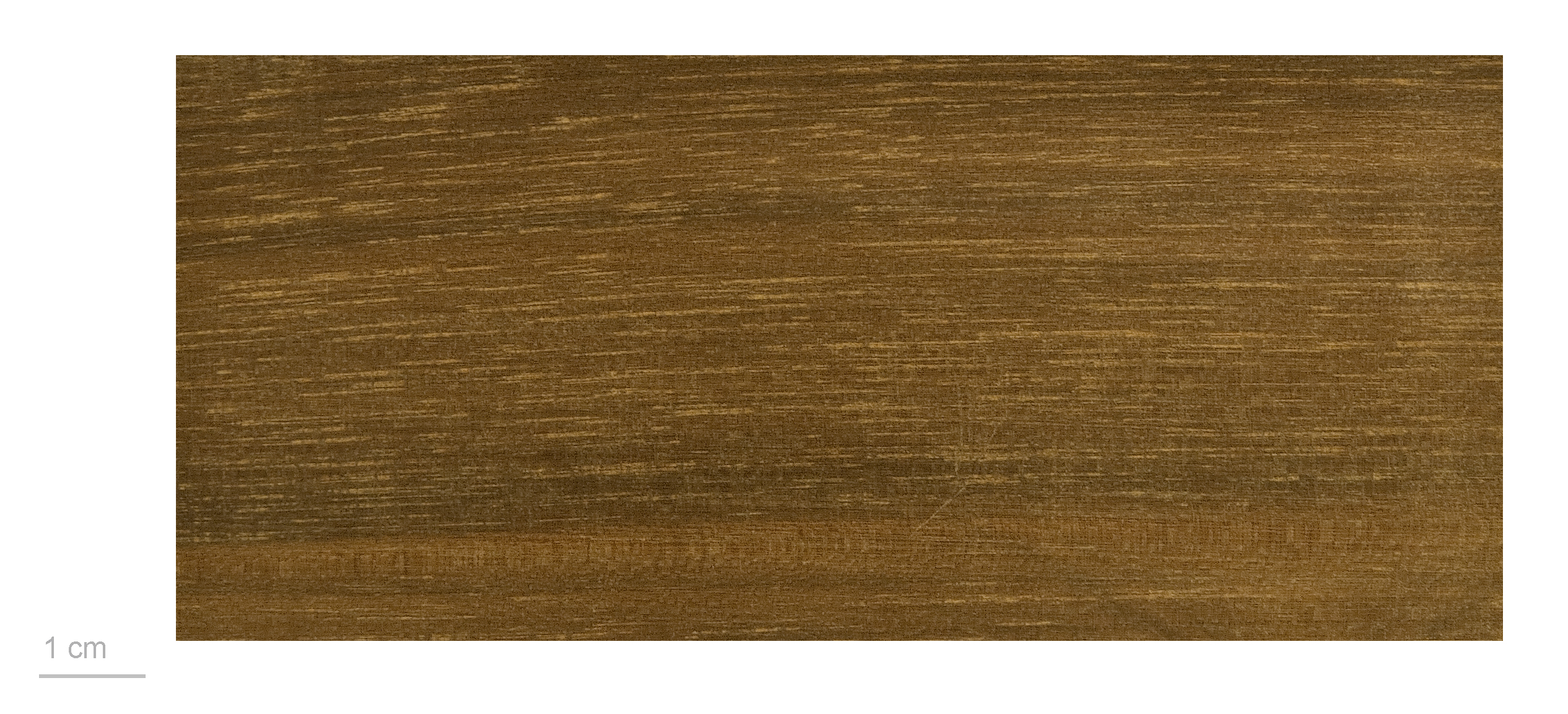
Langsvlak Manilkara bidentata

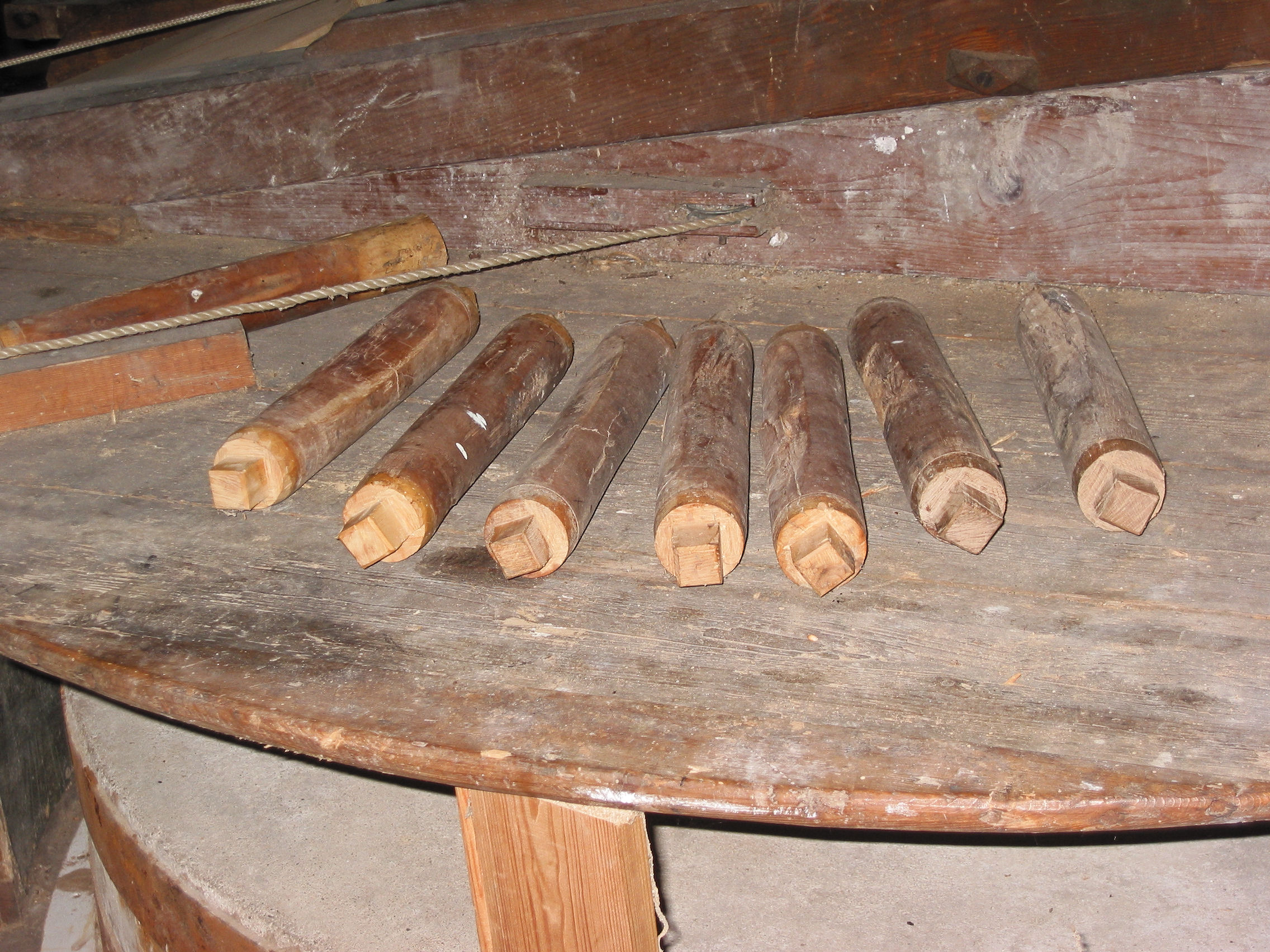
Bolletriestaven van een steenrondsel

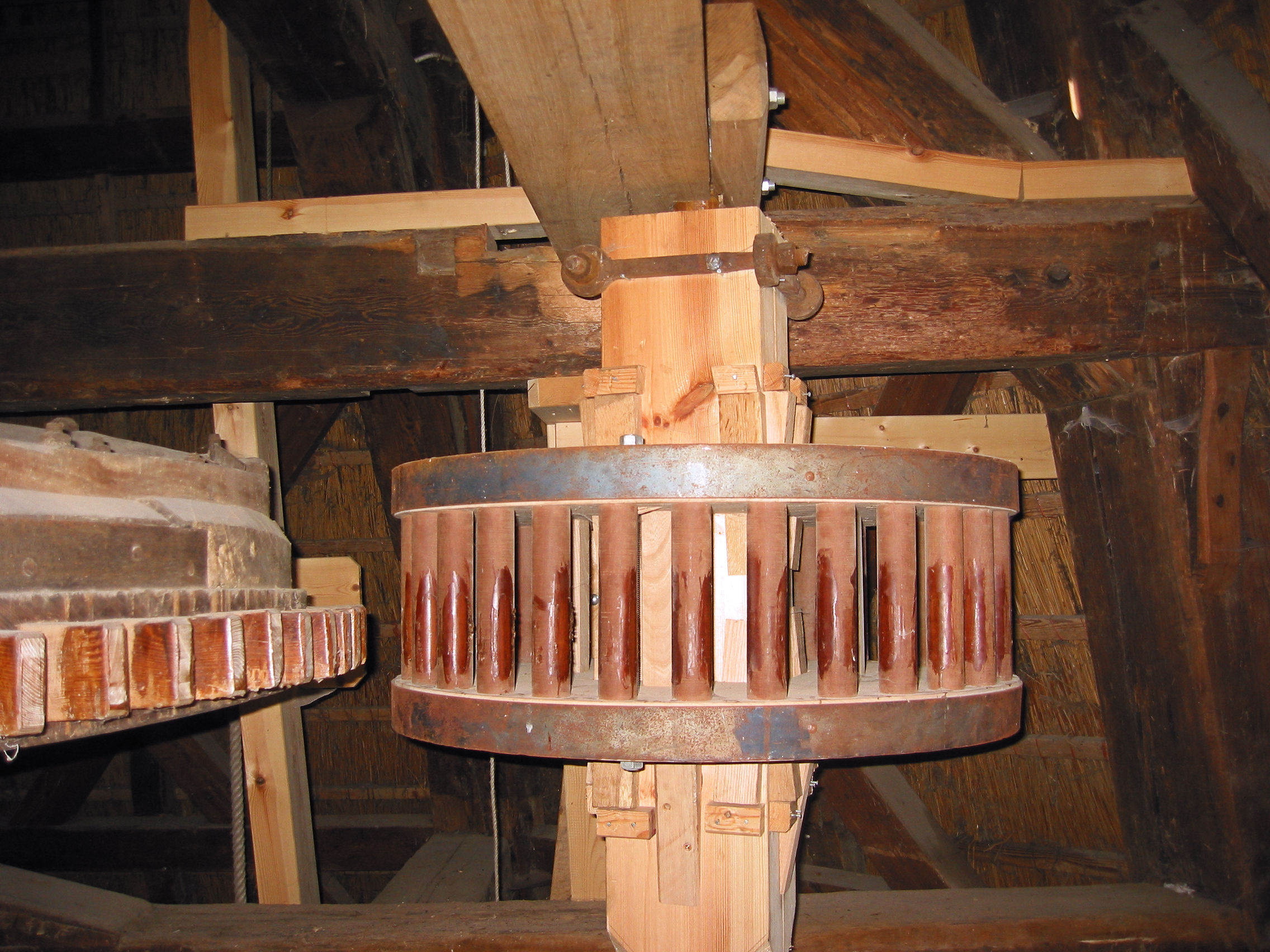
Steenrondsel met bolletriestaven

Massaranduba is een klassieke, tropische houtsoort, die al sinds eeuwen in Nederland gebruikt wordt. De traditionele Nederlandstalige naam is paardenvleeshout, maar tot voor kort was het bekender onder de Surinaamse naam bolletrie. Tegenwoordig wordt het verhandeld onder de Braziliaanse naam maçaranduba, omdat het vooral geïmporteerd wordt uit Brazilië. De boom wordt ook gebruikt voor het winnen van latex.
Het hout wordt geleverd door diverse neotropische soorten uit het geslacht Manilkara (in de familie Sapotaceae). De bekendste soort is wel Manilkara bidentata.
Het is een zware houtsoort die (in de regel) in water zinkt. Vers gekapt is het vleeskleurig, maar het donkert na en krijgt dan een rode tot roodbruine kleur. Het hout is heel sterk, maar goed te bewerken en mooi af te werken. Hoewel het in feite geschikt is voor een groot scala aan toepassingen van heel fijn (bijvoorbeeld muziekinstrumenten) tot grove constructies wordt het tegenwoordig vooral gebruikt in de water- en bruggenbouw en voor tuinhout.
Historisch gezien is de belangrijkste toepassing in molens, waar het al sinds eeuwen gebruikt wordt, bijvoorbeeld voor de staven in een steenrondsel. Een steenrondsel drijft het maalkoppel in een korenmolen aan.